# Mori Masaki
Mori Masaki (japanisch 真崎 守 Masaki Mori; * 10. März 1941 in Yokohama, Japan als Masaru Mori (森 柾, Mori Masaru)) ist ein japanischer Mangaka, Animator, Drehbuchautor und Regisseur.
Seine Karriere als Animator begann Masaki 1963 bei Mushi Production, wo er an Kimba, der weiße Löwe beteiligt war. Nach einigen weiteren Arbeiten verließ er das Studio 1968 und widmete sich seiner Arbeit als Mangaka. 1979 kehrte er zum Film zurück und arbeitete bei Studio Madhouse als Regisseur und Drehbuchautor. So führte er Regie bei Natsu e no Tobira und Haguregumo, später bei der Verfilmung des Mangas Barfuß durch Hiroshima und dem Science-Fiction-Abenteuer Toki no Tabibito – Time Stranger, zu dem er auch das Drehbuch schrieb. 1986 beendete Masaki seine Tätigkeit beim Film wieder.

## Bibliografie (Auswahl)
- Jiro ga Yuku (1971)
- Jōhachi Shigure (1972)
- Kiba no Monshō (1972)[2]

## Filmografie
- 1963: Kimba, der weiße Löwe (Animator)
- 1964: Tetsuwan Atom: Uchū no Yūsha (Produktionsassistenz)
- 1968: Sabu to Ichi Torimono Hikae (Episodenregie)
- 1968: Wanpaku Tanteidan (Produzent)
- 1979: Animation Kikō Marco Polo no Bōken (Episodenregie)
- 1981: Natsu e no Tobira (Regie)
- 1982: Haguregumo (Regie)
- 1983: Barfuß durch Hiroshima (Regie)
- 1983: Harmagedon: Genma Taisen (Drehbuch, Design)
- 1985: Babī ni Kubittake (Design)
- 1985: Kamui no Ken (Drehbuch)
- 1986: Toki no Tabibito – Time Stranger (Regie, Drehbuch)